# 조르주 치프라

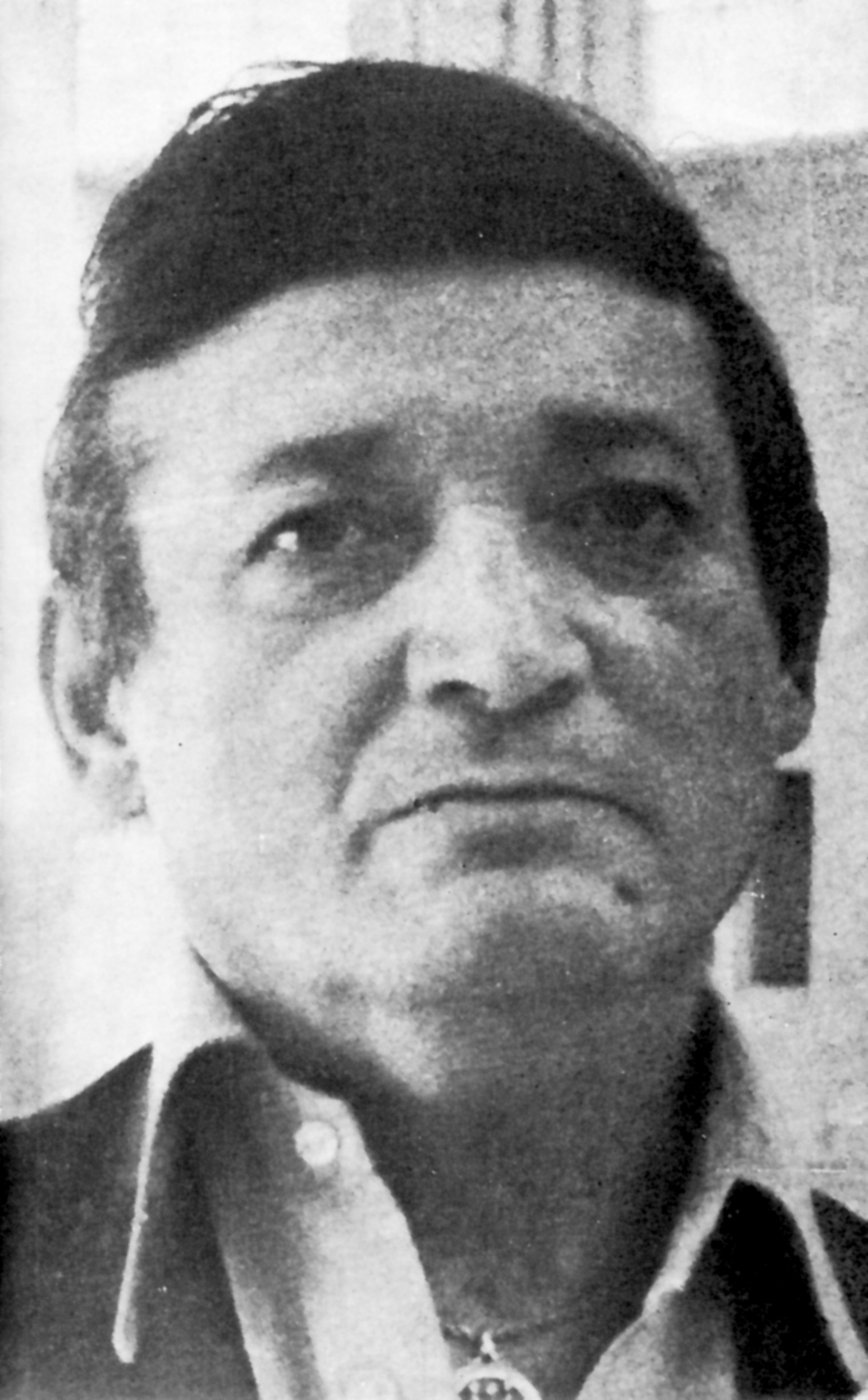

조르주 치프라(프랑스어: Georges Cziffra, 1921년 11월 5일 ~ 1994년 1월 15일)는 헝가리의 피아니스트이다. 1968년부터 프랑스 시민권을 받았다. 헝가리 이름은 치프러 죄르지(헝가리어: Cziffra György [ˈtsifrɒ ˌɟørɟ])이다.
동성동명의 아들(지휘자)과 구별하기 위해 자기는 단순히 '치프라'라고 일컫고 있다. 리스트곡의 레코드는 물론 그 밖의 작곡가의 음반도 많이 있다. 쇼팽의 곡도 잘 치지만 이것은 다소 색다르다. 슈만의 <교향적 연습곡> 등의 곡도 좋은 평가를 얻었다. 가장 유명한 연주로는 리스트의 "반음계적 대갤럽" 과 하차투리안의 "칼의 춤" 등이 있다.
리스트의 연주에 특히 뛰어나 '리스트 스페셜리스트'라고 불릴 정도이며, 그의 현란한 기교 중에서도 엄청난 속도의 도약과 옥타브 난사는 그의 대표적인 장기이기도 하다. 극도로 개성적이고 즉흥적인 연주에 호불호가 많이 갈리기도 했지만, 그 자신만의 피아니즘의 형성과 고전적인 관념을 탈피한 해석이 음악사에 중요한 한 획을 그었다는 사실은 명백하다.
그는 활발한 연주 활동을 했을 뿐만 아니라 일명 '치프라 에디션'이라 불리는 편곡집을 남기고 있다.(이 중에는 그가 직접 작곡한 곡도 일부 포함되어 있다.) 이 편곡집에는 그가 연주 경험으로 익힌 자신만의 스타일의 작/편곡기법이 효과적으로 사용되어 있으며 치프라 자신이 뛰어난 피아니스트였던 만큼 작품들이 전체적으로 고도의 기교를 요구한다. 브람스의 헝가리 무곡 5번, 요한 슈트라우스 2세의 트리치 트라치 폴카(Tritsch tratsch polka) 피아노 편곡, 림스키 코르샤코프의 왕벌의 비행 등의 피아노 편곡이 유명하다.

### 작품 목록
- 박쥐 (원곡: 요한 슈트라우스 2세)
- 슬라보닉 무곡 (원곡: 안토닌 드보르자크
- 루마니아 환상곡 (La fantaisie Roumaine) (유일한 자작 피아노곡)
- 일 트로바토레 (원곡: 주세페 베르디)
- 윌리엄 텔 (원곡: 조아치노 로시니)
- 아름답고 푸른 도나우 강 (원곡: 요한 슈트라우스 2세)
- 칼의 춤 (원곡: 아람 하차투리안)